# ゲートハウス

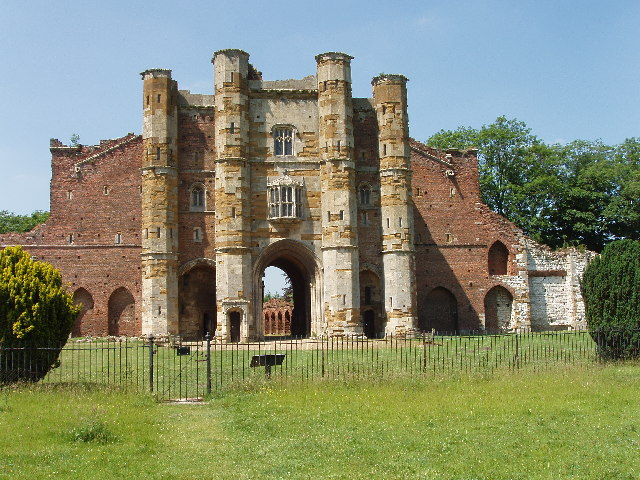
ソーントン・アビーのゲートハウス

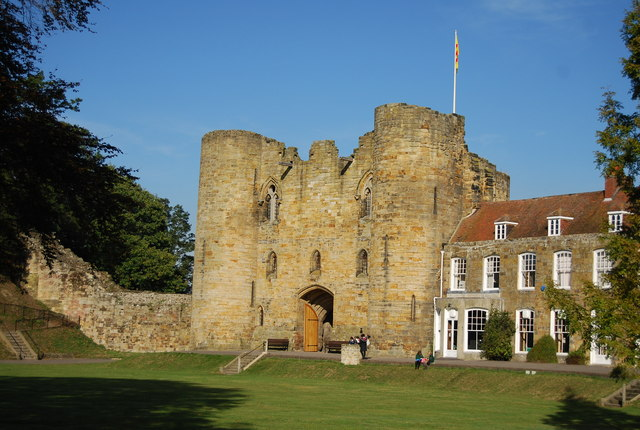
トンブリッジ城のゲートハウス

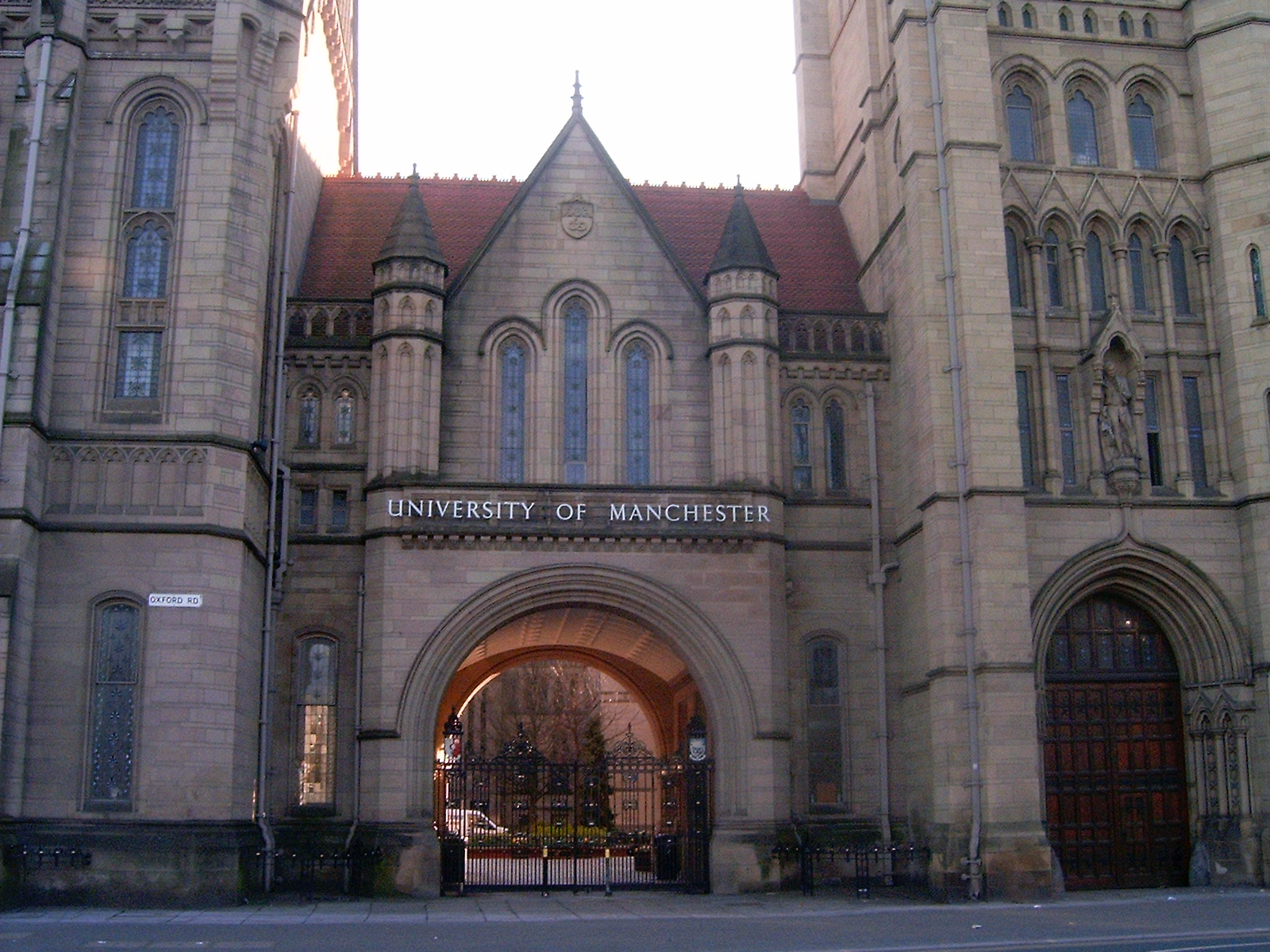
20世紀に建てられたマンチェスター大学の装飾的ゲートハウス

ゲートハウス（英語: Gatehouse）は、主に中世ヨーロッパの城や城郭都市において、城門と一体として建てられた建築物である。日本語では門塔、門楼と訳され、楼門や楼門主塔と表記されることもある。
地中海世界を含むヨーロッパでは、古代初期より城や城郭都市の入口を守るゲートハウスが造られることがあった。時代を経て、ゲートハウスは幾重もの防御機構を持つ高度な軍事建築物に進化した。ゲートハウスには城門を閉じるために、跳ね橋 (Drawbridge) 、落とし格子 (Portcullis) および門扉が備えられるのが一般的であった。また出し狭間（マシクーリ、仏: Mâchicoulis）石落とし、殺人孔）や狭間 (arrow slit) といった側防塔などと同じような軍事機能とともに、居住機能も併せ持っていた。

## 歴史
ヨーロッパ中世の城郭が進化の頂点を迎えることになる12世紀後半、それまで攻城戦にて籠城側の抵抗手段は城壁（カーテンウォール）や塔の上から石や熱した油を落とす程度であったものが、城壁や塔に矢狭間を設けてクロスボウを用いて反撃を行うようになった。城壁には壁面から突出する半円形の塔（側防塔）を配し、そこに矢狭間を設けることで城壁に取り付く敵兵に左右から射掛けることが可能となった。城の軍事的機能の中心は天守塔（キープ）から側防塔を配した城壁に移行していった。城の入口の城門は、1基の塔内に組み込まれていたり、1基または2基の塔が脇を固めているものが多かったが、13世紀になると天守塔（キープ）の機能も兼ね備えた楼門であるゲートハウスに発展した。この複数の塔に囲まれた四角の建物は、防衛機能とともに居住機能も併せ持っていた。ついには、城とは強固な城門であるゲートハウスと側防塔を配した城壁そのものとなり、城壁に内接する形で居住スペースなどの建物が配置された。この様式の城（城壁）のことをカーテンウォール式城郭と呼ぶ。ここに至り天守塔（キープ）の軍事的意味は消滅し、強固な城門であるゲートハウスがその役目を担うことになった。
14世紀頃に中国から伝わった黒色火薬の製造技術が大砲の製造を可能にした。15世紀の砲弾には炸薬や信管はなかったが、初速が大きく水平に近い軌道で飛ぶ砲弾の破壊力は大きかった。高い建造物は大砲の標的となったため、城壁は高さよりも厚さを重視するようになり、さらに地下に掘り下げて建設され地上からはその姿を見いだせないような要塞型の城となっていく。この時代になり、ゲートハウスは軍事的意味を失い、専ら装飾的建築物として建てられるのみになる。イギリスやフランスでは優美で雄大な入口を持つ建物として、マナー・ハウスや領主の邸宅として城壁とは切り離され、単独の建物として建てられていくことになる。